# شينوبو تيراجيما
شينوبو تيراجيما (باليابانية: 寺島しのぶ) هي ممثلة يابانية، ولدت في 28 ديسمبر 1972 في اليابان. من الجوائز التي نالتها جائزة الدب الفضي لأفضل ممثلة ‏ سنة 2010.

## جوائز
- جائزة الدب الفضي لأفضل ممثلة [الإنجليزية]‏ (2010)

## وصلات خارجية
- شينوبو تيراجيما على موقع IMDb (الإنجليزية)
- شينوبو تيراجيما على موقع قاعدة بيانات الأفلام العربية
- شينوبو تيراجيما على موقع ألو سيني (الفرنسية)
- شينوبو تيراجيما على موقع أول موفي (الإنجليزية)
- شينوبو تيراجيما على موقع أول موفي (الإنجليزية)
- شينوبو تيراجيما على موقع قاعدة بيانات الفيلم (الإنجليزية)
- شينوبو تيراجيما على موقع كينوبويسك (الروسية)